# Balayan-Bucht
Die Balayan-Bucht ist eine weitausladende Meeresbucht in der Provinz Batangas im Südwesten der Insel Luzon, auf den Philippinen. 
Sie ist eine Meeresausbuchtung im Norden der Isla-Verde-Straße und erstreckt sich von der Calatagan-Halbinsel bis zur Calumpang-Halbinsel, auf der der Vulkan Panay liegt. Die Küstenlinie der Balayan-Bucht wird bestimmt durch eine Mischung aus Mangrovenwäldern, Sandstränden und bis 900 Meter breiten Marschgebieten, die bei Ebbe trockenfallen. Der Küstenlinie vorgelagert sind zahlreiche Korallenriffe. In den Orten entlang der Küste wurden in den letzten Jahrzehnten zahlreiche Aquakulturen errichtet, die eine große Bandbreite an Meeresfauna züchten.
Das Klima im Bereich der Balayan-Bucht ist tropisch schwülwarm mit einer ausgeprägten Trockenzeit von November bis April, den Rest des Jahres fallen regelmäßig starke Niederschläge. Die Balayan-Bucht war bis zu einer Serie von Ausbrüchen des Taal-Vulkans im 16. Jahrhundert wesentlich größer und reichte zum heutigen Taalsee. Der Pansipit River verbindet heute den See mit der Bucht. 

## Weblink
- die Balayan-Bucht auf der Website des ASEAN Centre for Biodiversity